# ジェイソン・ニブレット
ジェイソン・ニブレット（Jason Niblett、1983年2月18日 - ）は、オーストラリア、ホーシャム出身の自転車競技（トラックレース）選手。

## 来歴
2000年（ライアン・ベイリー、マーク・レンショーとのトリオ）及び2001年（カイアル・スチュアート、マーク・フレンチとのトリオ）のジュニア世界選手権自転車競技大会・チームスプリントで優勝。
2008年のUCIトラックワールドカップクラシックスでは、チームスプリントで優勝に貢献している。
2010年、外国人の短期登録制度により、4月から9月までの期間、競輪選手登録されることになった。JKAの登録名はジェーソン・ニブレット。
2011年
- 世界選手権
  - チームスプリントは当初4位だったが、フランス自転車競技連盟(FFC)が2011年11月8日、グレゴリー・ボジェに対し、18ヶ月間の期間中、2回、競技外ドーピングを行わなかったとして2012年1月6日、2010年12月23日〜2011年12月22日まで1年間の出場停止処分とする内示を提示していたが、これを受け国際自転車競技連合(UCI)は、2011年のトラックレース世界選手権におけるスプリント及びチームスプリント、さらに同年のフランス選手権のスプリントにおける優勝記録を抹消することを公表した[2]ため、3位となった。